# Franz Konrad
Franz Konrad, född 1 mars 1906 i Wien, död 6 mars 1952 i Mokotów-fängelset i Warszawa, var en österrikisk SS-officer och dömd krigsförbrytare. Under andra världskriget var han ansvarig för stölden av pengar, värdesaker och andra egendomar från den judiska befolkningen i Warszawas getto. Han fick därför smeknamnet "Warszawagettots kung". Han deltog även i likvideringen av gettot år 1943. Efter kriget dömdes han av en polsk domstol och avrättades genom hängning tillsammans med den forne SS-generalen Jürgen Stroop.